# Matthias Blazek
Matthias Blazek (né en 1966 à Celle) est un journaliste et historien allemand.

## Biographie
Matthias Blazek a passé sa jeunesse à Hanovre dans le Land allemand de la Basse-Saxe et obtenu son Abitur au gymnasium Lutherschule Hannover en 1987.
De 1987 à 1999, il était engagé comme transmetteur dans l’armée allemande. De 1994 à 1999 il a servi comme chef du centre de transmission au sein de la représentation allemande en France, service basé à Fontainebleau.
De 1999 à 2002, il a fait ses études au Collège de l'administration générale à Hildesheim. Aujourd'hui, il vit avec sa femme et ses trois enfants dans le village de Adelheidsdorf.
Depuis 2001, Matthias Blazek est conseiller municipal, d'abord comme membre du Parti social-démocrate d'Allemagne, désormais comme membre du groupe « Citoyens pour Adelheidsdorf ». Il a dirigé le Comité des finances de la communauté de communes de Wathlingen de 2006 à 2011. Il est actuellement le chef du groupe d’opposition Alliance 90 / Les Verts au Conseil de la communauté de communes de Wathlingen.
Depuis 1997, Matthias Blazek a écrit de nombreux livres sur l'histoire locale et des articles scientifiques dans divers journaux et magazines. De 2007 à 2008, il était rédacteur en chef du Celler Blickpunkt. Actuellement, des articles de lui apparaissent dans le quotidien Cellesche Zeitung, en particulier dans le supplément spécial « Sachsenspiegel » (Miroir saxon).

## Œuvres

### Principaux ouvrages
- Dörfer im Schatten der Müggenburg. Celle 1997
- L’Histoire des Sapeurs-Pompiers de Fontainebleau. Fontainebleau 1999
- Die Geschichte der Bezirksregierung Hannover im Spiegel der Verwaltungsreformen. ibidem, Stuttgart 2004,  (ISBN 3-89821-357-9)
- Hexenprozesse – Galgenberge – Hinrichtungen – Kriminaljustiz im Fürstentum Lüneburg und im Königreich Hannover. ibidem, Stuttgart 2006,  (ISBN 3-89821-587-3)
- Das niedersächsische Bandkompendium 1963–2003. Celle 2006,  (ISBN 978-3-00-018947-0)
- Das Löschwesen im Bereich des ehemaligen Fürstentums Lüneburg von den Anfängen bis 1900. Adelheidsdorf 2006,  (ISBN 978-3-00-019837-3)
- Das Kurfürstentum Hannover und die Jahre der Fremdherrschaft 1803–1813. ibidem, Stuttgart 2007,  (ISBN 3-89821-777-9)
- 75 Jahre Niedersächsische Landesfeuerwehrschule Celle 1931–2006. Celle 2007,  (ISBN 978-3-00-019333-0)
- Celle – Neu entdeckt. Schadinsky, Celle 2007,  (ISBN 978-3-9812133-0-0)
- Geschichten und Ereignisse um die Celler Neustadt. Stadt Celle, Celle 2008,  (ISBN 978-3-00-019698-0)
- Die Hinrichtungsstätte des Amtes Meinersen. ibidem, Stuttgart 2008,  (ISBN 978-3-89821-957-0)
- Haarmann und Grans – Der Fall, die Beteiligten und die Presseberichterstattung. ibidem, Stuttgart 2009,  (ISBN 978-3-89821-967-9)
- Carl Großmann und Friedrich Schumann – Zwei Serienmörder in den zwanziger Jahren. ibidem, Stuttgart 2009,  (ISBN 978-3-8382-0027-9)
- Unter dem Hakenkreuz: Die deutschen Feuerwehren 1933–1945. ibidem, Stuttgart 2009,  (ISBN 978-3-89821-997-6)
- Wathlingen – Geschichte eines niedersächsischen Dorfes, Band 3. Wathlingen 2009,  (ISBN 978-3-00-027770-2)
- Scharfrichter in Preußen und im Deutschen Reich 1866–1945. ibidem, Stuttgart 2010,  (ISBN 978-3-8382-0107-8)
- Die Geschichte des Feuerwehrwesens im Landkreis Celle. ibidem, Stuttgart 2010,  (ISBN 978-3-8382-0147-4)
- Im Schatten des Klosters Wienhausen – Dörfliche Entstehung und Entwicklung im Flotwedel, ausgeführt und erläutert am Beispiel der Ortschaften Bockelskamp und Flackenhorst. ibidem, Stuttgart 2010,  (ISBN 978-3-8382-0157-3)
- Die Anfänge des Celler Landgestüts und des Celler Zuchthauses sowie weiterer Einrichtungen im Kurfürstentum und Königreich Hannover 1692–1866. ibidem, Stuttgart 2011,  (ISBN 978-3-8382-0247-1)
- Die Grafschaft Schaumburg 1647–1977. ibidem, Stuttgart 2011,  (ISBN 978-3-8382-0257-0)
- « Herr Staatsanwalt, das Urteil ist vollstreckt. » Die Brüder Wilhelm und Friedrich Reindel – Scharfrichter im Dienste des Norddeutschen Bundes und Seiner Majestät 1843–1898. ibidem, Stuttgart 2011,  (ISBN 978-3-8382-0277-8)
- « Wie bist du wunderschön! » Westpreußen – Das Land an der unteren Weichsel. ibidem, Stuttgart 2012,  (ISBN 978-3-8382-0357-7)
- Die Schlacht bei Trautenau – Der einzige Sieg Österreichs im Deutschen Krieg 1866. ibidem, Stuttgart 2012,  (ISBN 978-3-8382-0367-6)
- Die Geschichte des Hamburger Sportvereins von 1887: 125 Jahre im Leben eines der populärsten Fußballvereine. Mit einem besonderen Blick auf die Vorgängervereine, die Frühzeit des Hamburger Ballsports und das Fusionsjahr 1919. ibidem, Stuttgart 2012,  (ISBN 978-3-8382-0387-4)
- Seeräuberei, Mord und Sühne – Eine 700-jährige Geschichte der Todesstrafe in Hamburg 1292–1949. ibidem, Stuttgart 2012,  (ISBN 978-3-8382-0457-4)
- Die geheime Großbaustelle in der Heide – Faßberg und sein Fliegerhorst 1933–2013. ibidem, Stuttgart 2013,  (ISBN 978-3-95538-017-5)
- The Mamas and The Papas – Flower-Power-Ikonen, Psychedelika und sexuelle Revolution. ibidem, Stuttgart 2014,  (ISBN 978-3-8382-0577-9)
- Die Jagd auf den Wolf – Isegrims schweres Schicksal in Deutschland. Beiträge zur Jagdgeschichte des 18. und 19. Jahrhunderts. ibidem, Stuttgart 2014,  (ISBN 978-3-8382-0647-9)
- Großmoor. Adelheidsdorf 2014,  (ISBN 978-3-00-045759-3)
- Memoirs of Carl Wippo – Lebenserinnerungen von Carl Wippo. Beiträge über die Auswanderung nach Nordamerika aus dem Königreich Hannover in den Jahren 1846–1852. ibidem, Stuttgart 2016,  (ISBN 978-3-8382-1027-8)
- Die Geschichte des Eurokorps – 25 Jahre im Leben eines der populärsten Militärbündnisse. Mit einem besonderen Blick auf die Entwicklung der deutsch-französischen Zusammenarbeit. ibidem, Stuttgart 2017,  (ISBN 978-3-8382-1127-5)
- Mord und Sühne – Der Prozess gegen den Schuhmacher Ludwig Hilberg, der 1864 vor großem Publikum hingerichtet wurde. ibidem, Stuttgart 2017,  (ISBN 978-3-8382-1147-3)